# BHT 1
BHT 1 est la chaîne de télévision nationale et publique de Bosnie-Herzégovine. 

## Histoire
La première diffusion télévisée en Bosnie-Herzégovine débute en 1961 avec la Radio-Televizija Sarajevo qui utilise alors les locaux de Radio Sarajevo.
Televizija Sarajevo (TVSA) commence à retransmettre son propre programme télévisé le 17 mars 1969 avec l'émission en direct intitulée « Večernji ekran » (Écran du soir). Au début de l'année 1975, la première phase de la construction du bâtiment du siège de la télévision, RTV Dom situé à Sarajevo est achevé. Deux ans plus tard, en 1977, le deuxième programme de télévision « TVSA 2 » est inauguré.
Avec l'aide d'autres membres du système de Jugoslovenska Radio-Televizija, la radio-télévision de Sarajevo met en œuvre tous les programmes de radiodiffusion spéciaux consacrés aux Jeux olympiques d'hiver de 1984 à Sarajevo. La troisième chaîne de télévision (TVSA 3) voit le jour en 1989 à partir du siège.
Au cours de la dislocation de la Yougoslavie au début des années 90, le système JRT s'est dissout lorsque la plupart des républiques sont devenues des pays indépendants. Le programme commun autrefois reconnaissable créé par l'échange de contenu télévisé dans le réseau JRT est rapidement suspendu et interrompu, et des chaînes de télévision nationales distinctes mettent en place de la propagande dans les journaux télévisés et autres programmes. En conséquence, les centres de radiodiffusion autrefois infranationaux sont devenus des diffuseurs publics des nouveaux États indépendants. Dans ces conditions, les premières chaînes de télévision commerciales des Balkans apparaissent.
Au début de la Guerre de Bosnie-Herzégovine, en 1992, RTV Sarajevo change son nom pour « Radio and Television of Bosnia and Herzegovina » (RTV BiH). Le quartier général de la RTV BiH était souvent exposé aux dommages de guerre. Pendant le siège de Sarajevo, RTV BiH est contrainte de diffuser une seule radio (Radio BiH) et un programme de télévision (TVBiH) via des émetteurs endommagés à la tour Hum TV, avec des conditions techniques minimales.

## Programmes
La chaîne retransmet des programmes d'informations, des divertissements, des évènements sportifs, des contenus culturels et documentaires ainsi que des séries étrangères.

## Diffusion
BHT 1 est reprise dans le bouquet satellite TotalTV diffusé sur le satellite Eutelsat W2 (16° est).